# 亚历山大·皮亚季科普
亚历山大·伊万诺维奇·皮亚季科普（羅馬化：Aleksandr Ivanovich Pyatikop；1962年12月14日—）是俄罗斯政治人物、第七届国家杜马议员。
1984至2001年间，他先后于加里宁格勒多所中学担任教师和校长。2001年至2016年间，他担任加里宁格勒市议会议员。2016年，他当选第七届国家杜马议员。